# نشان ملی لبنان
نشان ملی لبنان (به عربی: شعار لبنان)، از یک سپر قرمز و یک خط مستطیلی سفید مورب با نماد سرو بر روی آن تشکیل شده است. شبیه پرچم لبنان است، با این تفاوت که خط سفید مورب در نشان وجود دارد.